# Дашкесан (посёлок)
Дашкесан (азерб. Daşkəsən) — посёлок городского типа в Дашкесанском районе Азербайджана. Посёлок расположен в 5 км от железнодорожной станции Кущинский Мост (на линии Гянджа — Кущинский Мост).
Статус посёлка городского типа с 1942 года.

## Население
По данным переписи 2009 года, в городе проживало 407 человек. Из них 211 мужчин и 196 женщина.
| 1959 | 1970 | 1979 | 1989 | 2011 |
| ---- | ---- | ---- | ---- | ---- |
| 2836 | 738  | 1863 | 512  | 400  |